# Hebron (Maryland)
Hebron é uma cidade  localizada no estado americano de Maryland, no Condado de Wicomico.

## Demografia
Segundo o censo americano de 2000, a sua população era de 807 habitantes.
Em 2006, foi estimada uma população de 1057, um aumento de 250 (31.0%).

## Geografia
De acordo com o United States Census Bureau tem uma área de
1,1 km², dos quais 1,1 km² cobertos por terra e 0,0 km² cobertos por água. Hebron localiza-se a aproximadamente 13 m acima do nível do mar.

## Localidades na vizinhança
O diagrama seguinte representa as localidades num raio de 12 km ao redor de Hebron.